# سلطنتی شارلوت (۱۸۱۹)
سلطنتی شارلوت (۱۸۱۹) (به انگلیسی: Royal Charlotte (1819)) یک کشتی است. این کشتی در سال ۱۸۱۹ ساخته شد.